# Bolaji Badejo
Bolaji Badejo (n. 23 august 1953, Lagos, Statul Lagos, Nigeria – d. 22 decembrie 1992, Lagos, Statul Lagos, Nigeria) a fost un artist vizual nigerian și actor. Acesta a devenit cunoscut pentru rolul lui Alien în filmul regizat de Ridley Scott sub același nume în 1979. Acesta a fost singurul său rol.

## Cariera
Născut în Lagos, Nigeria, Badejo era de origine yorubă⁠(d) și era fiul directorului general al Nigerian Broadcasting Corporation⁠(d). A studiat la început în Nigeria, iar apoi în Statele Unite. S-a specializat în design grafic la Londra. A fost descoperit într-un bar din Soho⁠(d) de către un membru al echipei de casting. Având o înălțime de 2.08 metri, a fost ales să interpreteze rolul creaturii Alien datorită înălțimii sale și „picioarelor foarte lungi”.
Badejo nu și-a reluat rolul în celelalte filme ale seriei Alien, în acestea fiind implementate elemente CGI; primul film al francizei a fost singurul său rol de film. Conform familiei sale, s-a întors în Nigeria în 1980, iar acolo și-a administrat propria galerie de artă în 1983. A încetat din viață la vârsta de 39 de ani de anemie falciformă.

## Filmografie
| An   | Titlu | Rol   | Note |
| ---- | ----- | ----- | ---- |
| 1979 | Alien | Alien |      |